# Duncan Robertson
Pas d'image ? Cliquez ici

a Compétitions nationales et continentales officielles uniquement.

b Matchs officiels uniquement.
Dernière mise à jour le 13 novembre 2021.
 Duncan John Robertson, né le 6 février 1947 à Dunedin (Nouvelle-Zélande), est un ancien joueur de rugby à XV qui a joué avec l'équipe de Nouvelle-Zélande. Il évoluait principalement au poste de demi d'ouverture (1,78 m pour 78 kg). 

## Carrière
Il a joué 104 matchs avec la province de Otago.
Il a disputé son premier test match avec l'équipe de Nouvelle-Zélande le 25 mai 1974 contre l'Australie. Son dernier test match fut contre les Lions britanniques, le 18 juin 1977. 

## Palmarès
- Nombre de test matchs avec les Blacks : 10
- Nombre total de matchs avec les Blacks : 30